# Hervé Le Tellier
Hervé Le Tellier (* 21. dubna 1957 Paříž) je francouzský spisovatel, lingvista a předseda mezinárodní literární skupiny Oulipo. Je nositelem Goncourtovy ceny.

## Život a dílo
Původně vystudoval matematiku, v roce 1983 absolvoval žurnalistiku na Centre de formation des journalistes v Paříži, doktorem humanitních a sociálních věd se stal v roce 2002 na Université Paris VII Diderot (Univerzitě Paříž VII). Svou kariéru zahájil jako vědecký novinář, v roce 1992 vstoupil do Oulipo a publikoval práci Esthétique de l'Oulipo, od roku 2019 je prezidentem skupiny. Od roku 1991 se účastnil pořadu Des Papous dans la tête, kultovního literárního kvízu France Culture francouzské kulturní rozhlasové stanice, vystupoval i ve vysílání Caroline Broué La Grande Table. V devadesátých letech uveřejňoval své fejetony pod pseudonymem „Doktor H“ v satirickém časopise La Grosse Bertha. V letech 2002–2016 publikoval v deníku Le Monde, přispíval také do Mon Lapin Quotidien (MLQ), čtvrtletníku kulturního časopisu L'Association. Je jedním ze zakládajících členů sdružení přátel Jean-Baptisty Botula, fiktivního francouzského filozofa. Vyučuje žurnalistiku a redakční praxi v Paříži. Jako nakladatel vydal několik děl.
Je autorem románů, povídek, poezie, krátkých, často humorných forem, například Joconde jusqu'à cent (Sto variací na Monu Lisu). Podílel se na sérii Le Poulpe románem La Disparition de Perek. Pracoval pro divadlo, operu a film. Vystoupil mimo jiné na jevišti s textem Moi et François Mitterrand, za který obdržel v roce 2016 Prix Botul. Epistolární román Le voleur de nostalgie vyšel v roce 1992. V roce 1998 vydal knihu Les amnésiques n'ont rien vécu d'inoubliable. Prix Guanahani du Roman d’amour získal v roce 2007 za román Je m’attache très facilement. V roce 2013 obdržel Cenu černého humoru (Prix de l'Humour noir) za fiktivní překlad knihy Contes liquides od Jaimeho Montestrely. Jeho román L'Anomalie získal Goncourtovu cenu za rok 2020.